# Uta Ranke-Heinemann
Uta Ranke-Heinemann (sinh ngày 2 tháng 10 năm 1927) là nhà thần học và học giả người Đức. Bà là giáo sư dạy môn lịch sử Tôn giáo tại Đại học Essen ở quê hương bà.
Uta Ranke-Heinenann là người phụ nữ đầu tiên chiếm được ngôi vị Giáo sư Thần học của Giáo hội Công giáo Rôma, nhưng đến năm 1987 bà bị tước bằng dạy học vì dám phủ nhận tính chất đồng trinh của Đức Mẹ Maria. Uta Ranke-Heinemann cũng là tác giả của quyển sách "Dẹp bỏ những chuyện ấu trĩ" (Putting Away Childish Things) có nội dung phủ nhận các tín điều truyền thống của Công giáo mà bà cho là lỗi thời, tỉ như tư cách thần thánh của chúa Giêsu, chuyện xác chết sống lại, thuyết Chúa Ba Ngôi. Trong một tác phẩm nổi tiếng khác, "Thái giám của Nước Trời" (Eunuchs of the Kingdom of Heaven), Uta Ranke-Heinenmann đã vạch trần những vấn đề về tình dục trong Giáo hội Công giáo từ trước tới nay.

## Tiểu sử
Uta Ranke-Heinemann sinh ra tại thành phố Essen trong một gia đình theo đạo Tin Lành nhánh Calvin. Cha của Uta, ông Gustav Heinemann là đảng viên Đảng Dân chủ Xã hội Đức và là Tổng thống Đức trong giai đoạn 1969–74. Mẹ của Uta, bà Hilda Heinemann, là hậu duệ của nhà sinh học Albrecht von Haller và là một nhà thần học nghiên cứu dưới trướng của Rudolf Bultmann tại Đại học Marburg. Năm 1944, khi quê hương Essen bị ném bom nặng nề bởi quân Đồng Minh, Uta được mẹ đưa đi di tản sang nơi sống của gia đình Bultmann. Uta sống với Bultmann cho đến khi chiến tranh kết thúc năm 1945.

### Quá trình học tập và công tác trước năm 1987
Thuở nhỏ, Uta Heinemann theo học trường Burggymnasium Essen, một trường trung học thành lập từ thế kỷ thứ 9. Bà là nữ sinh đầu tiên và cũng là duy nhất của trường này tốt nghiệp với thành tích xuất sắc. Trong thời gian đó, rất ít học sinh của trường này có thể vượt qua kì thi tốt nghiệp với thành tích xuất sắc, trước Uta trong vòng 30 năm không có ai đạt được thành tích này. Từ năm 1947 đến 1973, Uta theo học Thần học Phúc Âm trong 13 học kỳ tại các Đại học Basel, Oxford, Montpellier và Bonn. Ngày 25 tháng 9 năm 1953, Heinemann cải đạo sang Công giáo và tiếp tục học Thần học Công giáo ở Đại học Ludwig Maximilian München. Bà là bạn học cùng lớp trong niên khóa 1953/54 với nhà Thần học Nữ giới Maria Elisabeth Gössmann và linh mục Joseph Ratzinger, tức giáo hoàng tương lai Biển Đức XVI. Năm 1954, dưới sự hướng dẫn của nhà thần học Michael Schmaus, bà làm luận án Das frühe Mönchtum. Seine Motive nach den Selbstzeugnissen der ersten Mönche và năm 1954 tốt nghiệp bằng tiến sĩ cấp bậc "rất danh dự" (magna cum laude) về môn thần học tại Đại học LMU. Cần lưu ý, trước năm 1954, việc phụ nữ đậu tiến sĩ Thần học là chuyện không thể có.
Ngày 30 tháng 12 năm 1954, Uta Heinenmann kết hôn với người bạn cũ cùng lớp, giảng viên thần học Công giáo Edmund Ranke và có hai người con trai, Johannes (sinh năm 1958) và Andreas (sinh năm 1960). Từ năm 1955, Heinenmann làm giảng viên tại Erzbischöflichen Katechetinnenseminar ở Bonn và từ năm 1965 bà giảng dạy tại đại học Pädagogischen ở Neuss. Năm 1969, bà là người phụ nữ đầu tiên được cấp chứng chỉ HDR - tức là công nhận đủ tư cách giảng dạy ở bậc đại học - về Thần học Công giáo tại Đức và vì vậy trở thành người phụ nữ đầu tiên chiếm được ghế giảng dạy thần học tại một đại học Đức. Không lâu sau đó, tháng 1 năm 1970 bà trở thành nữ Giáo sư thần học đầu tiên của Công giáo, giảng dạy tại Đại học Essen. Năm 1980 bà được bổ nhiệm làm Giáo sư dạy về Tân Ước và về lịch sử Giáo hội Công giáo thời kỳ sơ khai tại Đại học Duisburg. Kể từ năm 1985 thì đổi sang dạy tại đại học Essen.

### Bị huyền chức
Từ thập niên 1970, Uta Ranke-Heinemann bắt đầu có những tư tưởng chỉ trích các vấn đề của giới linh mục trong Giáo hội Công giáo. Thật ra, ảnh hưởng của Rudolf Bultmann lên Uta Heinenmann - diễn ra trong thời kỳ bà lánh nạn tại nhà của Rudolf trong chiến tranh - đã góp phần định hình nên tư tưởng cải cách và chủ nghĩa hòa bình của Uta. Rudolf Bultmann cũng đánh giá cao tài năng và bày tỏ sự quý mến của mình đối với Uta trong một bức thư ngày 16 tháng 1 năm 1945 gửi cho Gustav Heinemann.
Rồi câu chuyện bùng nổ vào ngày 15 tháng 4 năm 1987 trong một cuộc phỏng vấn với phóng viên đài truyền hình WDR Fernsehen ở Nhà thờ Đức Mẹ Maria tại Kevelaer. Khi được hỏi về tính chất đồng trinh của Đức Mẹ Maria, Uta Ranke-Heinemann đã thẳng thừng bác bỏ tín điều này.
| “                      | Nhiều người Do Thái đã bị giết vì không tin chuyện Giêsu sinh ra bởi một trinh nữ. Và tôi cũng không tin. | ” |
| — Uta Ranke-Heinemann, | |   |

Nói cách khác, Uta Heinenmann tuyên bố tín điều về sự trinh trắng của Đức Mẹ về mặt sinh học là chuyện không có thật, và chỉ có "tinh khí tâm linh" trong bụng của Maria là thứ thật sự bắt nguồn từ Thánh Linh mà thôi.
Để củng cố cho lập luận "sinh ra từ một nữ trinh" không thể hiểu theo nghĩa sinh học mà phải hiểu theo nghĩa thần học, Ranke-Heinemann đã viện dẫn các ý kiến của nhà thần học Karl Rahner (1904-1984) và ngay cả của Joseph Ratzinger, và đã trình bày điều này trên chương trình truyền hình West 3-Magazins Gott und die Welt vào ngày 13 tháng 6 năm 1987. Bà sử dụng mô tả của Rahner về tính chất đồng trinh của Maria như là một huyền thoại kiểu Midrash cũng như đoạn văn sau của Ratzinger trong cuốn sách "Giới thiệu về đạo Kitô":
| “                                                                                      | Tính chất thiêng thánh của vai trò Con Thiên Chúa của Giêsu được dựa trên niềm tin của giáo hội không có nghĩa là Giêsu không thể có cha là người phàm, và học thuyết về sự thánh thiêng của Giêsu không hề bị ảnh hưởng ngay cả khi Giêsu được sinh ra bởi một cuộc hôn nhân của người phàm. Đối với Con Thiên Chúa, nói về đức tin, đó không phải là sự kiện sinh học mà là sự kiện mang tính bản thể học, không phải là một quá trình tiến triển theo thời gian nhưng diễn ra trong sự vô cùng tận của Thiên Chúa. | ” |
| — Joseph Ratzinger, Einführung in das Christentum, phiên bản ấn hành năm 1968, tr. 225 | |   |

Hậu quả đến ngay lập tức. Ngày 15 tháng 6 năm 1987, Giám mục Essen là Franz Hengsbach đã huyền chức Heinenmann và tước bỏ tư cách giảng dạy thần học của bà. Từ lúc đó Heinenmann chỉ có thể giảng dạy các môn không phải là thần học trong nhà trường và phải tìm kiếm việc làm độc lập trong các trường Đại học. Tuy nhiên Uta Ranke-Heinenmann vẫn tự coi mình là tín đồ Công giáo, chỉ xem Giáo hội hiện thời là "không đủ" cho bà.
Trước khi bị huyền chức, ngày 14 tháng 6 Heinemann đã gửi một bức thư thỉnh cầu sự giúp đỡ đến người bạn học cũ Ratzinger, lúc đó đã là một Hồng Y. Cuối cùng, năm 1987 bà cũng được bổ nhiệm làm giảng viên Lịch sử Tôn giáo, độc lập với giáo hội, và bà giữ chức vị này đến khi nghỉ hưu. Uta Ranke-Heinemann tự xem mình đã bị Giáo hội tuyệt thông tiền kết (latae sententiae) căn cứ theo điều 1364 §1 CIC và 751 CIC thuộc luật Giáo hội năm 1983, bởi vì bà đã phạm phải điều cấm kỵ là nghi ngờ một đức tin cơ bản của Công giáo (tính chất đồng trinh của Maria). Tuy nhiên trên thực tế không có một văn bản tuyệt thông nào được chính thức ban hành, tức là bà không bị phạt vạ tuyệt thông hậu kết (ferendae sententiae).
Thật ra thì, trước đó, trong sách Die Tochter Zion – Betrachtungen über den Marienglauben der Kirche, Ratzinger đã cải chính về câu nói này (mặc dù trong các phiên bản ấn hành của cuốn "Giới thiệu về đạo Kitô" thì câu nói đó vẫn giữ nguyên, không cải sửa). Nhận xét về việc viện dẫn của Heinemann, linh mục dòng Đa Minh Willehad Paul Eckert (1926-2005) đã khuyên rằng "Những điều mà Ratzinger và Rahner nói là sai lầm, bà đừng nên viện dẫn vào chúng."

### Viết sách "Thái giám của Nước Trời"
Tháng 10 năm 1988, một tác phẩm nổi bật của Uta Ranke-Heinemann là "Thái giám của Nước Trời: Giáo hội Công giáo và chuyện tình dục" (Eunuchen für das Himmelreich – Katholische Kirche und Sexualität) được xuất bản. Nó trở thành một trong những cuốn sách bán chạy nhất trong năm 1989 theo thống kê của Der Spiegel, với khoảng 2,3 triệu bản in được bán ra. Năm 2000, cuốn sách được tái bản với nhiều thông tin mới được cập nhật, ví du như có thêm nguyên một chương nói về nạn đồng tính luyến ái trong giáo hội. Bản sách bìa mềm năm 2012, có thêm một chương nói về giáo hoàng Biển Đức XVI. Trong tác phẩm này, Ranke-Heinemann miêu tả cảm tưởng của bà về lịch sử 2000 năm của Giáo hội về đạo đức tình dục, từ thời Giêsu tới thời Biển Đức XVI. Việc tác giả thông hiểu 12 thứ tiếng đã giúp ích rất nhiều cho việc dịch thuật chính xác cuốn sách này.

### Lên tiếng về vấn đề linh mục loạn dâm
Ranke-Heinemann xem hành vi ấu dâm của các linh mục là:"mối nguy tồn tại trong một giáo hội đơn giới tính, vốn loại bỏ hoàn toàn vai trò của phụ nữ nhưng không thành công trong việc làm mất giới tính suốt 2000 năm qua."
| “                       | Giáo hội còn cần cái gọi là "sự đồng tính trinh bạch" - như đã viện dẫn trong Giáo lý số 2357-9 năm 1992 - đến bao giờ, điều đó vẫn chưa biết được. Nhưng cái có thể biết rõ là: chừng nào mà những người trong giáo hội bị định hình giới tính một cách cưỡng ép với đàn ông, đàn bà, người lớn và trẻ con đứng chung với nhau trong cái phòng xưng tội tối u tối mù, quá trình xưng tội sẽ nhanh chóng biến dạng thành việc lạm dụng tình dục, trong đó bao gồm cả hành vi ấu dâm. Vì vậy trẻ con và thiếu niên phải bị cấm tham gia vào việc này. | ” |
| — Uta Ranke-Heinenmann, | |   |

Chuyện linh mục loạn dâm vốn được coi là "thâm cung bí sử" của Giáo hội và những ai tiết lộ đều đứng trước nguy cơ bị vạ tuyệt thông, căn cứ theo các quy định ban hành trong các sắc chỉ Crimen sollicitationis năm 1962 và De delictis gravioribus năm 2001.
Nhân việc Giám mục Regensburg là Gerhard Ludwig Müller bị tố cáo tuyển dụng một linh mục phạm tội hiếp dâm trẻ em làm cha xứ dưới quyền ông ta, Uta Ranke-Heinemann đã tuyên bố, chỉ lệnh của Biển Đức XVI hồi còn làm Hồng y năm 2001 (De delictis gravioribus) sẽ tiếp tục gây thêm nhiều tai vạ cho trẻ em và thiếu niên trên thế giới, vì vậy bà yêu cầu Giáo hoàng hãy thu hồi lại những thứ cản trở công lý một cách trắng trợn gây ra bởi cái chỉ lệnh đó.

### Hoạt động xã hội và chống chiến tranh
Từ thập niên 1970, Uta Ranke-Heinemann bắt đầu dấn thân vào các hoạt động xã hội và bảo vệ quyền con người. Bà vận động cho việc chống sử dụng bom napalm và tiêu hủy toàn bộ vũ khí hạt nhân. Năm 1972, bà kêu gọi viện trợ nhân đạo và thuốc men cho Việt Nam Dân chủ Cộng hòa trong Chiến tranh Việt Nam, và thực hiện các cuộc vận động tương tự vào năm 1973 (cho Ấn Độ) và 1979 (cho Campuchia). Trong thập niên 1980, bà tham gia tích cực vào phong trào ủng hộ hòa bình và diễn thuyết trong nhiều cuộc mít tinh. Năm 1999, trong nỗ lực phản đối cuộc ném bom của NATO vào Nam Tư năm 1999 mà Đức là một thành viên tham gia, bà tham gia ứng cử tổng thống Đức cho Đảng Xã hội Dân chủ (PDS, đến năm 2007 sáp nhập với đảng WASG trở thành Đảng Cánh tả Đức). Tuy nhiên bà đã thất bại trước ứng viên Johannes Rau của Đảng Dân chủ Xã hội Đức, chồng của cháu bà.

### Viết sách "Hãy dẹp đi những chuyện trẻ con"

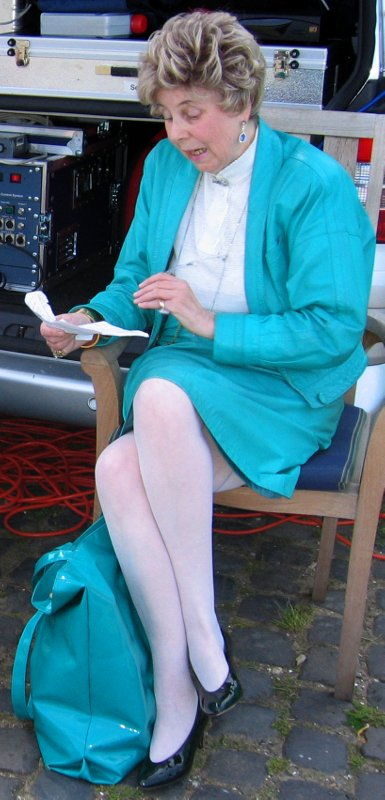
Uta Ranke-Heinemann tại Đại hội Giới trẻ Thế giới năm 2005.

Năm 1992, một tác phẩm khác của Uta-Ranke Heinemann là "Vâng và Amen: Sách hướng dẫn dành cho người nghi ngờ đức tin" (Nein und Amen. Anleitung zum Glaubenszweifel) đã được ấn hành. Cuốn sách này đã được dịch sang tiếng Anh với tên gọi "Hãy dẹp đi những chuyện trẻ con: sự sinh ra từ nữ trinh, ngôi mộ trống, và những chuyện cổ tích khác mà bạn không cần phải tin để có một đức tin sống động" (Putting away childish things: the Virgin birth, the empty tomb, and other fairy tales you don't need to believe to have a living faith).
Sau khi người chồng Edmund Ranke qua đời vào ngày 11 tháng 9 năm 2001, vào năm 2002 Uta Ranke-Heinemann cho ra đời ấn phẩm tái bản của cuốn "Hãy dẹp đi những chuyện trẻ con" trong đó có chương cuối cùng được coi như là để tưởng niệm người chồng quá cố. Tên tiếng Đức của phiên bản 2002 là "Vâng và Amen: Lời từ biệt của tôi với Kitô giáo truyền thống" (Nein und Amen. Mein Abschied vom traditionellen Christentum). Trong tác phẩm "Hãy dẹp đi những chuyện trẻ con", Heinemann khẳng định bà vẫn là một tín đồ Kitô, nhưng điều này không ngăn cản việc bà nghi ngờ và phủ bác các tín điều cũ kỹ của nó, đồng thời ghi ơn sự dạy dỗ của nhà thần học Rudolf Bultmann dành cho bà:
| “                      | Ký ức về Rudolf Bultmann, học giả đã tận tâm giúp đỡ, người được khai sáng tràn đầy đức tin, đã đồng hành với tôi trong suốt cuộc đời, mặc dù sự nghi ngờ đối với tôi vẫn lớn hơn cả. Tuy nhiên, chính ví dụ về ông đã dạy tôi rằng, ngay cả những người nghi ngờ vẫn có thể là tín đồ Kitô, cho dù họ không tin theo phương cách truyền thống. | ” |
| — Uta Ranke-Heinemann, | |   |

Trong tác phẩm này, Uta Ranke-Heinemann đã nêu ra những "chuyện trẻ con" trong tín lý Kitô giáo truyền thống và yêu cầu phải dẹp bỏ. Ý kiến của bà có thể được tổng hợp thành 7 mục như sau:
1. Thánh kinh không phải do Thiên Chúa mạc khải mà là do con người viết ra.
2. Chúa Ba Ngôi là chuyện do con người tưởng tượng ra.
3. Chúa Giêsu là người phàm chứ không phải thần thánh.
4. Đức Mẹ Maria là mẹ của Giêsu chứ không phải mẹ của Chúa.
5. Thiên Chúa tạo ra thiên đường và trái đất, còn hỏa ngục là sản phẩm tưởng tượng của con người.
6. Ác quỷ và tội tổ tông không hề tồn tại.
7. Chuyện Giêsu chuộc tội cho con người bằng cách bị đóng đinh trên thập giá thực chất chỉ là chuyện hiến tế người theo đa thần giáo, cụ thể là dựa trên một tôn giáo thời tiền sử.

| “                      | Và tôi thấy một ông Chúa với bàn tay đẫm máu đã hiến tế đứa con trai độc nhất cho chúng ta. Tôi quay lưng lại với các nhà thần học, với tâm tưởng chứa đầy sự thù nghịch cùng câu chuyện cổ tích đẫm máu của họ, và tôi không còn tin họ nữa. Cuối cùng, tôi đã trốn thoát về phía những kẻ nghi ngờ, bởi vì đối với tôi sự nghi ngờ xem ra vẫn an toàn nhất. Trong những điều đó, tôi tìm thấy một điều không thể nghi ngờ: mọi thứ đều có nguyên do, tự vì không có cái gì bắt nguồn từ hư không cả. Tôi cảm thấy sẵn sàng, dựa theo lời một thiên tài trong nhóm những người nghi ngờ - nhà triết học Descartes - căn cứ theo sự hoàn hảo của người nói: "Tôi muốn nhìn chăm chú vào vị Thiên Chúa hoàn hảo này trong một lúc. Tôi muốn ghi nhớ, kính phục và tôn thờ vẻ đẹp không gì sánh được của nguồn ánh sáng vô tận khai mở sự lĩnh hội trong tâm trí tôi, vốn bị mù lòa trước ánh sáng này." | ” |
| — Uta Ranke-Heinemann, | |   |

| “                      | Và khi bóng tối của sự nghi ngờ quay trở lại, và sự tuyệt vọng và bỏ rơi bắt đầu tung hoành vượt quá tầm kiểm soát, xâu xé tôi từ sau cái chết của người chồng, rồi đưa tôi đến nỗi đau khi đối diện sự vô ích của việc khám phá Immanuel Kant, một triết giá không thể nào hiểu được, như vậy sự nghi ngờ đã có ý nghĩa. Ông nói rằng: "Nếu chúng ta nhìn thấy và có thể minh chứng sự uy nghiêm và vô cùng tận của Thiên Chúa, Đấng sáng tạo ra thế giới, chúng ta sẽ đứng chết lặng như những con rối. Hành động của chúng ta sẽ gặt hái một bức tranh về sự cưỡng bức và sự phục tùng". Lòng vị tha và sự tự trong sẽ bị tổn hại. Vì vậy, sự khôn ngoan khó hiểu thông qua sự tồn tại của chúng ta không hề kém giá trị hơn trên khía cạnh nó làm chúng ta thất vọng, trên khía cạnh nó có thể đem lại cho chúng ta. Kant tin tưởng vào sự sống sau khi chết, được gọi là "sự tiếp nối của con người và nhận thức về đặc tính của người đó." Nhưng sự sống đó không phải là một thứ mang tính luân hồi (tức là linh hồn), như Kant đã viết trong các tác phẩm của mình. | ” |
| — Uta Ranke-Heinemann, | |   |

## Tác phẩm
- Weisheit der Wüstenväter. Patmos, Düsseldorf 1958
- Der Protestantismus. Wesen und Werden. Mit einem Vorwort von Karl Rahner. Hans Driewer, Essen 1962
- Von christlicher Existenz. Hans Driewer, Essen 1964
- Das frühe Mönchtum. Seine Motive nach den Selbstzeugnissen. Hans Driewer, Essen 1964
- Antwort auf aktuelle Glaubensfragen. Hans Driewer, Essen 1965
- Gedanken zu Sonntagsepisteln. Ein Jahreszyklus. Hans Driewer, Essen 1967
- Christentum für Gläubige und Ungläubige. Hans Driewer, Essen 1968
- Die sogenannte Mischehe. Zu den kirchenrechtlichen Fragen der konfessionsverschiedenen Ehe. Paulus/Bitter, Recklinghausen 1968
- Widerworte. Friedensreden und Streitschriften. TORSO, Essen 1985, ISBN 3-924868-03-4
  - erweitert um Texte zu Maria und dem Zölibat: Goldmann, München 1987
- Eunuchen für das Himmelreich. Katholische Kirche und Sexualität. Hoffmann und Campe, Hamburg 1988
  - tái bản sách bìa mềm năm 2003: Heyne, München 2003, ISBN 3-453-16505-5.
  - tái bản và cập nhật năm 2013:Eunuchen für das Himmelreich. Katholische Kirche und Sexualität von Jesus bis Benedikt XVI.. Heyne, München 2012, ISBN 978-3-453-16505-2.
  - dịch sang tiếng Anh:  Eunuchs for the kingdom of heaven: Women, sexuality, and the Catholic Church. translator Peter Heinegg. Garden City: Doubleday, 1990. ISBN 0-385-26527-1
- Nein und Amen. Anleitung zum Glaubenszweifel. Hoffmann und Campe, Hamburg 1992, ISBN 3-455-08457-5.
  - tái bản năm 2002: Nein und Amen. Mein Abschied vom traditionellen Christentum. Heyne, München 2002, ISBN 3-453-21182-0.
  - dịch sang tiếng Anh: Putting away childish things: the Virgin birth, the empty tomb, and other fairy tales you don't need to believe to have a living faith. translator Peter Heinegg. San Francisco: Harper, 1992. ISBN 0-06-066861-X.

### Cước chú
1. ↑  Việc Uta Ranke-Heinenmann cải sang Công giáo là một cú sốc lớn đối với gia đình bà, vốn theo đạo Tin Lành[5].
2. ↑  Năm 2012, trang nhà Aktuell - một trang mạng của tín hữu Tin Lành - đã hỏi Heinemann về lý do cải đạo. Bà trả lời: Do sự ngu muội và thiếu hiểu biết. Từ lúc còn là học trò tôi đã đính hôn với Edmund Ranke, một người theo đạo Công giáo và muốn đi tu. Ông ta rất thông minh và rất thông cảm với người khác. Tôi đã nghĩ là, các người Công giáo thì cũng giống như ông ta. Ở nhà tôi thì không ai nghĩ như vậy. Tôi nghĩ những thành kiến về những người Công giáo là không công bằng, và luôn có cảm giác, là mình phải giúp đỡ những kẻ bị chèn ép.[6].
3. ↑  Sau khi nghỉ hưu, Heinemann đã dành nhiều thời gian cho việc hiệu đính các bản dịch sách của bà, và điều này có liên quan đến khả năng sử dụng nhiều ngôn ngữ của Heinemann. Ngôn ngữ thứ 12 mà bà học là tiếng Ba Lan, sử dụng từ khoảng năm 2009.[23]
4. ↑  Linh mục này bị bắt vào tháng 7 năm 1999 và phạt 1 năm tù treo. Tuy nhiên ông ta vẫn được bổ nhiệm làm cha xứ tại nhà thờ Riekofen và nhà thờ này không hề được thông báo về tiền án của ông ta. Không lâu sau đó ông cha xứ lại đi hiếp dâm trẻ em tiếp.[27]